# Granodiorit

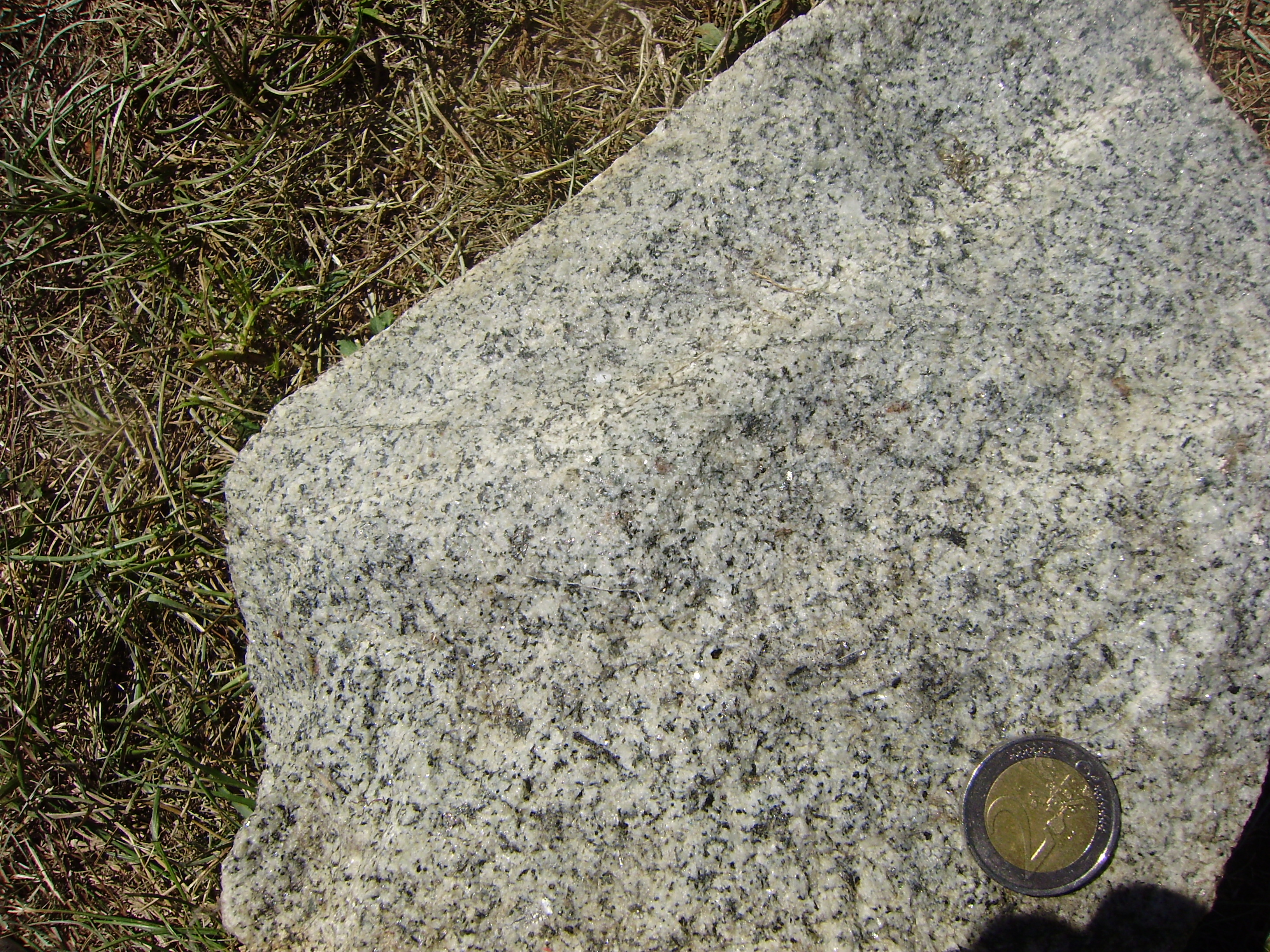
Granodiorit från Frankrike

Granodiorit (av grano-, av lat. gra’num 'korn' och diorit) är en sur magmatisk djupbergart. Dess yttre egenskaper påminner om granit. Strukturen är massformig, är medel- till grovkornig och färgen är ljus- till mörkgrå. Den är uppbyggd av kvarts, plagioklas (oligoklas-andesin) och i mindre kvantitet alkalifältspat, biotit och amfibol tillsammans med accessoriska mineral, exempelvis apatit, titanit och magnetit.
Gällande bildning, förekomst i geologiskt hänseende och utnyttjande i ekonomiskt hänseende förekommer detta på samma sätt som gällande granit.

## Rosettestenen
Rosettestenen troddes länge vara av basalt, på grund av dess täckande skyddsyta av karnaubavax. Denna togs bort 1999, varefter stenens ljusare yta av granodiorit framträdde tydligare.